# Giovanni Marco Rutini
Giovanni Marco Rutini (Florència, 25 d'abril de 1723 - 23 de desembre de 1797) fou un clavecinista i compositor italià del segle xviii. Fou el pare de Ferdinando (1767-1827) que també fou músic.

## Biografia
El 1739, comença els estudis musicals al Conservatorio della Pietà dei Turchini de Nàpols amb Nicola Fago (clavicèmbal), Leonardo Leo (composició) i V.A. Pagliarulo (violí).
El 1748 es traslladà a Praga, on fou mestre de clavicèmbal. El ressò que aconseguí li permeté d'exhibir-se durant els anys següents a les corts de ciutats com Dresden i Berlín. Des del 1758 visqué a Sant Petersburg, on les seves composicions i òperes foren molt apreciades i on és professor de clavicèmbal de la futura Catherine II. El 1761 tornà a Florència i s'hi casa. Entre el 1762 i el 1777 compongué catorze òperes, entre les quals destaquen I matrimoni in maschera (1763) i, sobretot, L'olandese in Italia (1765), que del 1765 al 1770 fou representada als principals teatres italians. Durant aquests anys Rutini continuà les seves tasques d'intèrpret i mestre de clavicèmbal, instrument per al qual compongué fins als últims anys de la seva vida. Cap a 1770 esdevé mestre de la capella ducal de Mòdena tot i que viu a Florència. Va ser membre de l'Acadèmia Filharmònica de Bolonya i amic del Pare Martini.
A partir del 1780 també es dedicà a les composicions de música sacra. Entre el 1748 i el 1795 publicà dinou reculls de música instrumental, principalment sonates de dos o tres moviments. Aquesta llarga producció artística presenta una constant evolució de la forma de la sonata: des de l'estil galant arriba, en les obres més madures, a la forma típica de la transició entre la música per a clavicèmbal i el nou estil pianístic que es desenvolupava en aquell període. Aquests resultats són particularment evidents en els reculls Opus 7 (1770) i Opus 9 (1774).
La seva obra comprèn sobretot nombroses sonates per a clavicèmbal (marcades per la virtuositat o, cap a la fi de la seva carrera, més fàcils i didàctics), òperes, cantates i música religiosa.

### Llista d'òperes
- Alessandro nell'Indie (dramma per musica, llibret de Pietro Metastasio, 1750, Praga)
- Semiramide (dramma per musica, llibret de Pietro Metastasio, 1752, Praga)
- Il retiro degli dei (composizione drammatica, llibret de Giovanni Battista Locatelli, 1757, Sant Petersburg)
- Il negligente (dramma giocoso, llibret de Carlo Goldoni, 1758, Sant Petersburg)
- Il caffè di campagna (dramma giocoso, llibret de Pietro Chiari, 1762, Bolonya)
- I matrimoni in maschera (Gli sposi in maschera; Il tutore burlato) (dramma giocoso, llibret de F. Casorri, 1763, Cremona)
- Ezio (dramma per musica, llibret de Pietro Metastasio, 1763, Florència)
- L'olandese in Italia (dramma giocoso, llibret de N. Tassoi, 1765, Florència)
- L'amore industrioso (dramma giocoso, llibret de G. Casorri, 1765, Venezia)
- Il contadino incivilito (dramma giocoso, llibret d'O. Goretti, 1766, Florència)
- Le contese domestiche (Le contese deluse) (intermezzo, 1766, Florència)
- L'amor tra l'armi (llibret de N. Tassi, 1768, Siena)
- Faloppa mercante (Gli sponsali di Faloppa) (farsa o intermezzo, 1769, Florència)
- La Nitteti (dramma per musica, llibret de Pietro Metastasio, 1770, Mòdena)
- L'amor per rigiro (farsa, llibret de N. Tassi, 1773, Florència)
- Vologeso re de' Parti (dramma per musica, llibret d'Apostolo Zeno, 1775, Florència)
- Sicotencal (dramma per musica, llibret de C. Olivieri, dopo Voltaire, 1776, Torí)
- Il finto amante (farsa, 1776, Pistoia)
- Gli stravaganti